# Holštejn (jezero)
Holštejn  je vodní plocha o rozloze 1,0 ha vzniklá jako mrtvé rameno řeky Orlice po provedení regulace Orlice  v dvacátých letech 20. století. Jedná se o chránenou rybí oblast téměř v centru města Hradec Králové. Nachází se u Malšovického jezu. 

## Galerie

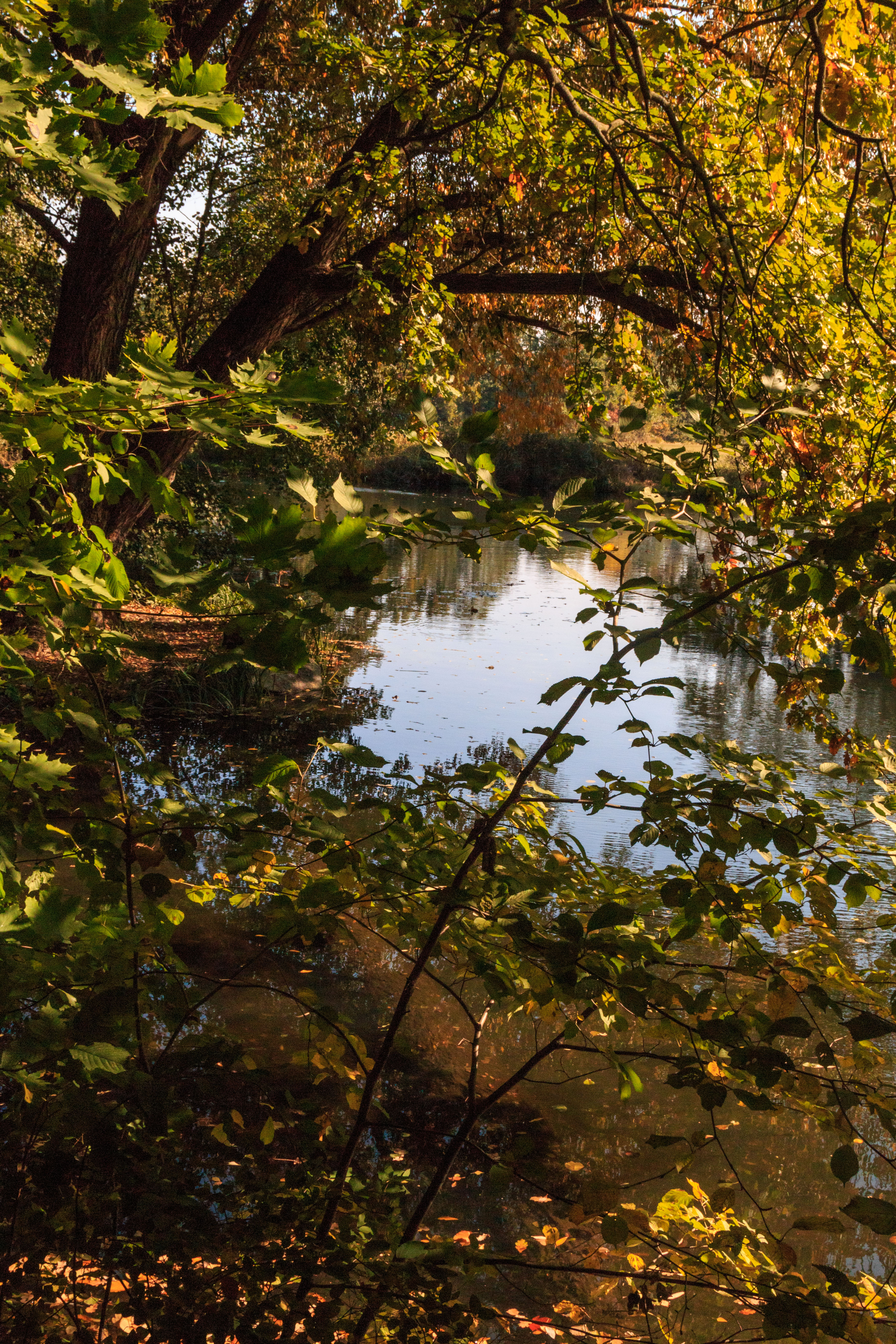
pohled na mrtvé rameno Holštejn
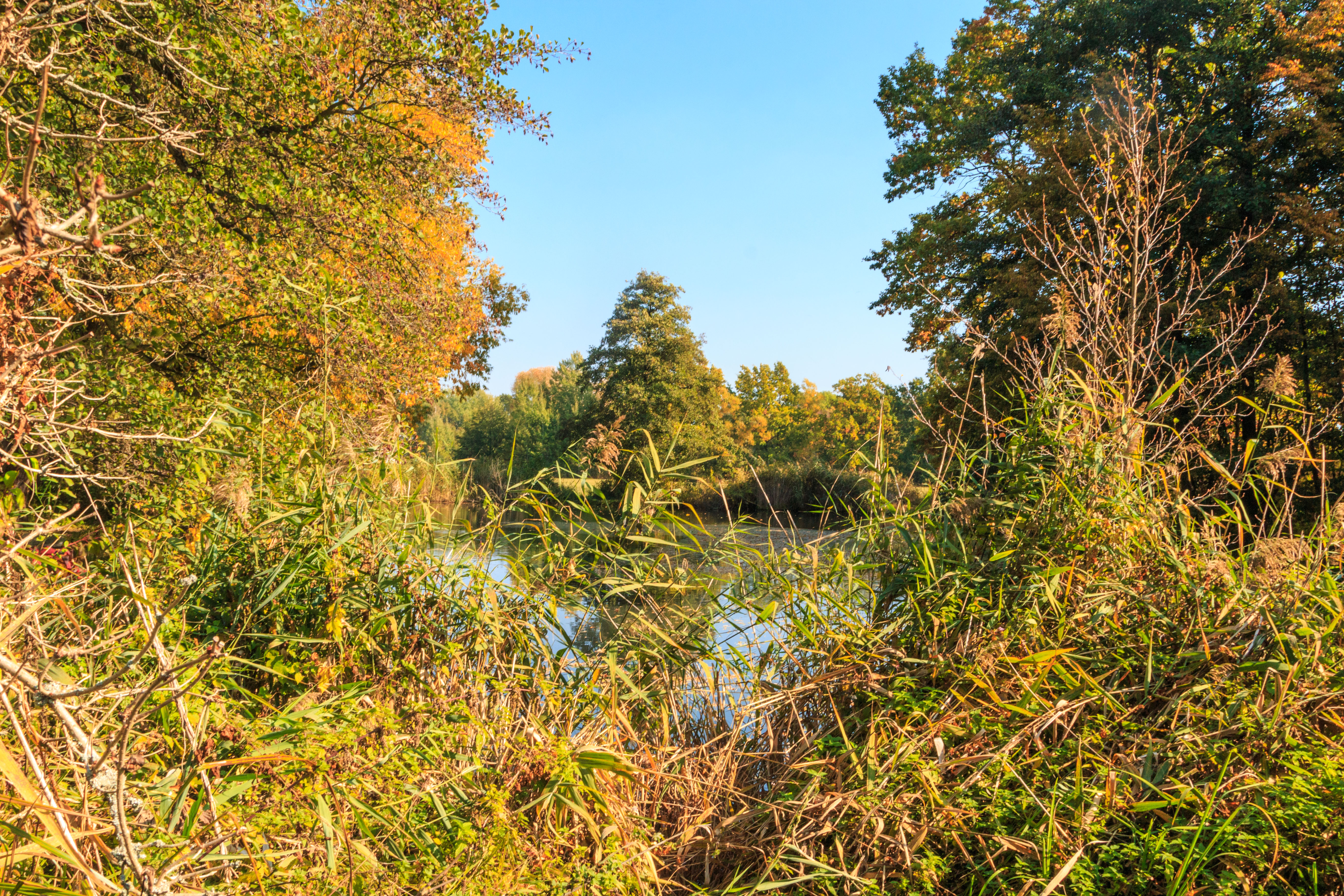
pohled na mrtvé rameno Holštejn
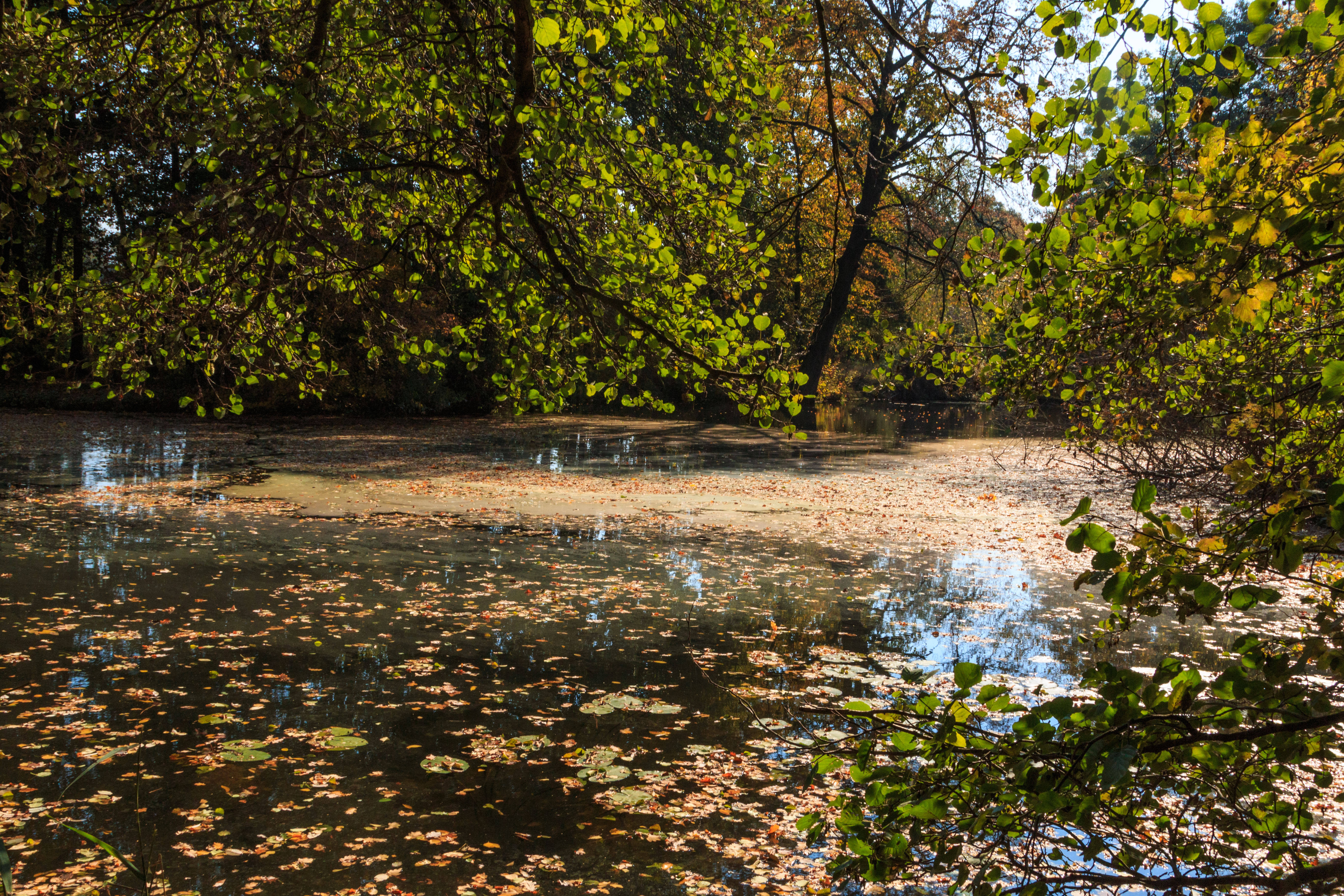
pohled na mrtvé rameno Holštejn
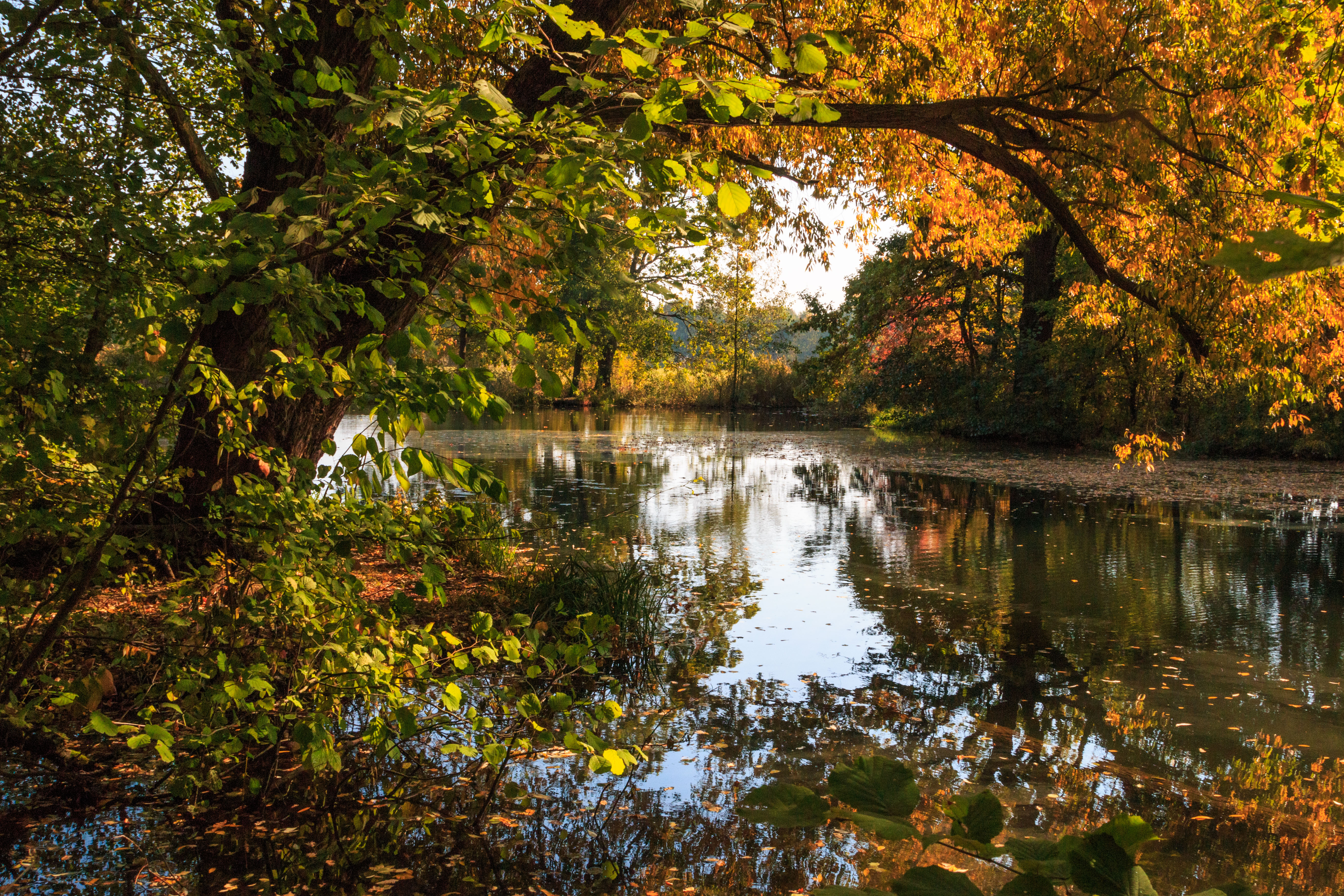
pohled na mrtvé rameno Holštejn